# فرودگاه بین‌المللی لا چینیتا
فرودگاه بین‌المللی لا چینیتا (به انگلیسی: La Chinita International Airport) (به زبان بومی: Aeropuerto Internacional La Chinita) یک فرودگاه نظامی و همگانی مسافربری با کد یاتا MAR است که یک باند فرود بتن دارد و طول باند آن ۳ متر است. این فرودگاه در شهر ماراکایبو کشور ونزوئلا قرار دارد و در ارتفاع ۷۲ متری از سطح دریا واقع شده است.